# Caeconyx caeculus
Caeconyx caeculus is een vlokreeftensoort uit de familie van de Uristidae. De wetenschappelijke naam van de soort werd in 1891 voor het eerst geldig gepubliceerd door Georg Ossian Sars.